# Muhammad b. 'Abd al-Mu'min
Muhammad b. 'Abd al-Mu'min, est un fils du calife Abd el-Mumin qui lui aurait succédé brièvement. Il est désigné dans un premier temps héritier présomptif par son père, Abd el-Mumin, qui s'arroge une transmission héréditaire du pouvoir au bénéfice de ses descendants, les Mouminides.
Il est finalement écarté de son statut d'héritier présomptif l'année précédant la mort de son père en raison de ses mœurs dissolues. Il aurait toutefois régné brièvement selon certaines sources 45 jours entre mai et juillet  ou 5 mois en 1163 avant d'être déposé par son frère Abu Yaqub Yusuf.  